# I'm Ready (canción)
«I'm Ready» es una canción del cantante británico Sam Smith y la cantante estadounidense Demi Lovato, fue lanzada a través de Capitol Records el 16 de abril de 2020. Smith y Lovato coescribieron el tema junto con Savan Kotecha, Peter Svensson y Ilya Salmanzadeh. La canción aparece en el tercer álbum de estudio de Smith, Love Goes (2020).

## Antecedentes y lanzamiento
El 9 de abril, Smith compartió una historia de él y Lovato en el estudio, titulada "S + D 4 EVA". También anunció el dúo en las redes sociales, escribiendo «Estás lista» y etiquetó a Lovato con un GIF que muestra las iniciales de ambos; a lo que la cantante respondió con «Estoy lista».  El 13 de abril, anunciaron el título y su fecha de lanzamiento.

## Composición
En una entrevista, Smith compartió que «creció escuchando y cantando» la música de Lovato, describiéndola como un «talento increíble» y «todo lo que ella representa como ser humano». Por lo tanto, reveló que había estado "practicando" para colaborar con Lovato durante mucho tiempo. También dijo que ya había estado en contacto como amigos de ella durante años, y fue invitada al estudio por el compositor con el que ambos trabajan Savan Kotecha, quien fue la persona que llevó a cabo la colaboración.

## Video musical
El video musical se lanzó 17 de abril de 2020. Fue dirigido por Jora Frantzis, conocido por su trabajo en el video musical «Money» de Cardi B en 2019. El video abre con Smith rodeando a un hombre en un tapete de lucha libre, mientras cantan sobre «esperar pacientemente a un hermoso amante» y jurar «arriesgarse esta noche» con alguien nuevo. Cuando el instrumental se acerca al puente de la canción, Smith se alinea para un sprint de 100 metros: ellos y sus competidores se lanzan con tacones de aguja, faldas voluminosas y maquillaje impecablemente aplicado. Estos competidores incluyen Valentina, Gigi Goode, Dee TrannyBear, Alok Vaid-Menon, Shea Diamond y Jeffrey C. Williams. El segundo verso de la canción es tomado por Lovato; la cual se sostiene en un trampolín alto y canta mientras los nadadores se sumergen en la piscina a su alrededor. Ella y Smith finalmente se unen para el gran clímax de la canción, que los lleva a una ceremonia de entrega de medallas llena de gimnasta. Antes del estreno del video, Smith y Lovato saltaron a un video chat para recordar la escritura de la canción juntos.

## Posicionamiento en listas
| Listas (2020)                             | Mejor posición |
| ----------------------------------------- | -------------- |
| Alemania (Official German Charts)         | 66             |
| Australia (ARIA)                          | 25             |
| Bélgica (Ultratop 50) Flanders            | 12             |
| Bélgica (Ultratop 50) Wallonia            | 13             |
| Canadá (Digital Song Sales)               | 20             |
| Canadá (CHR/Top 40)                       | 44             |
| Estados Unidos (Billboard Hot 100)        | 36             |
| Estados Unidos (Adult Top 40)             | 40             |
| Estados Unidos (Mainstream Top 40)        | 27             |
| Estados Unidos (Rolling Stone Top 100)    | 19             |
| Francia (SNEP)                            | 14             |
| Irlanda (IRMA)                            | 13             |
| Italia (FIMI)                             | 10             |
| Lituania (AGATA)                          | 4              |
| Noruega (VG-lista)                        | 11             |
| Nueva Zelanda Hot Singles (RMNZ)          | 28             |
| Países Bajos (Dutch Top 40)               | 16             |
| Países Bajos (Single Top 100)             | 16             |
| Reino Unido (UK Singles Chart)            | 16             |
| República Checa (Singles Digitál Top 100) | 14             |
| Suecia (Sverigetopplistan)                | 28             |
| Suiza (Schweizer Hitparade)               | 21             |

## Historial de lanzamiento
| País        | Fecha               | Formato                      | Discográfica      | Ref    |
| ----------- | ------------------- | ---------------------------- | ----------------- | ------ |
| Varios      | 16 de abril de 2020 | Descarga digital, Streaming  | Capitol Records   | [ 36 ] |
| Italia      | 17 de abril de 2020 | Contemporary hit radio       | Universal Records | [ 37 ] |
| Reino Unido | 17 de abril de 2020 | Contemporary hit radio       | Capitol Records   | [ 38 ] |
| Reino Unido | 17 de abril de 2020 | Radio Hot adult contemporary | Capitol Records   | [ 39 ] |